# Acanthastrea rotundaflora
Acanthastrea rotundaflora is een rifkoralensoort uit de familie van de Mussidae. De wetenschappelijke naam van de soort is voor het eerst geldig gepubliceerd in 1975 door Chevalier.